# Royal College of Defence Studies
Le Royal College of Defence Studies (RCDS) est chargé de l'instruction des officiers supérieurs des Forces armées britanniques et de la fonction publique en matière de défense et de sécurité internationale, afin de les préparer à des postes de haut niveau. Le service fait partie de l'Académie de la Défense du Royaume-Uni.
En 1922, un comité du cabinet de Winston Churchill, alors secrétaire d'État pour les colonies, recommande la création de l'Académie, qui est fondé en 1927 sous le nom de Imperial Défense College, et situé au 9 Buckingham Gate jusqu'en 1939. Son objectif était à l'époque la défense de l'Empire britannique. En 1946, après la fin de la Seconde Guerre mondiale, l'Académie rouvre ses portes à Seaford House, Belgrave Square et des membres des forces américaines participent aux cours. Le service est rebaptisé Royal College of Defence Studies en 1970,.